# Maestranza San Bernardo
La Maestranza San Bernardo fue uno de los principales talleres ferroviarios de Chile, ubicado en la comuna homónima de la Región Metropolitana de Santiago.

## Historia

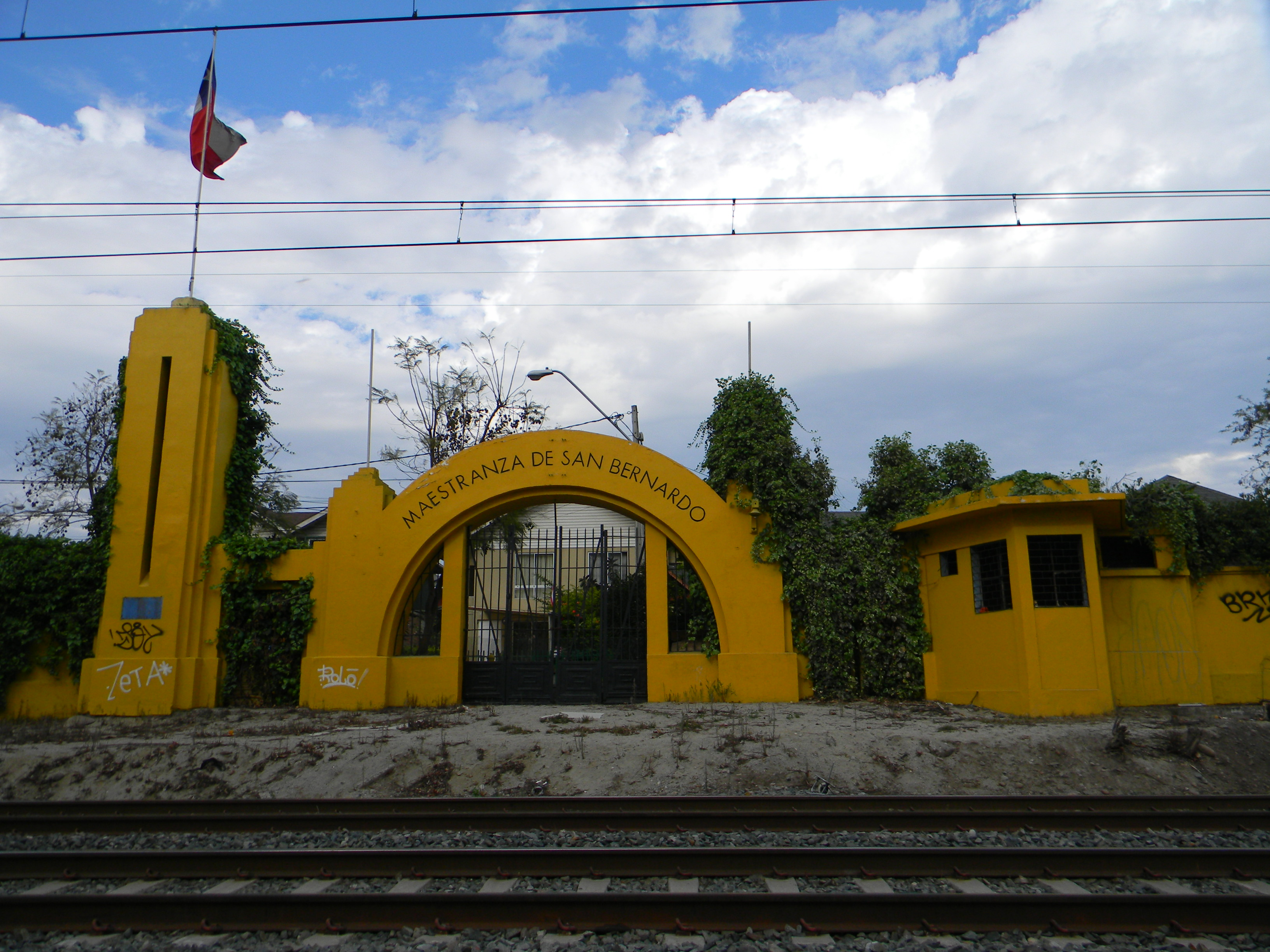
Portería principal de acceso a la maestranza.

A inicios del siglo XX la Empresa de los Ferrocarriles del Estado (EFE) inició proyectos para construir maestranzas ferroviarias en diversas zonas del país, además de una maestranza central, para dar abasto a las necesidades operativas. En 1913, siendo Alejandro Guzmán Schremser director general de EFE, se llamaba a licitación para construir una Maestranza Central de Ferrocarriles, y a fines de ese mismo año se adquirieron 121 hectáreas del fundo «Cerro Negro» en San Bernardo para levantar dicha obra.
La maestranza de ferrocarriles de San Bernardo fue construida entre 1916 y 1921, comenzando a operar de manera oficial en abril de 1920; esto provocó que la industria ferroviaria tuviera su época de oro, ya que fue la segunda maestranza más grande de Sudamérica en la época, exportando ejes y ruedas a otros países, arreglando locomotoras a vapor y diésel, y siendo capaz de construir íntegramente una locomotora a vapor de las que hizo al menos seis. Esto provocó que el valor de la estación aumentara, y junto con ello aumentara la productividad de la comuna y el mercado.
El 20 de febrero de 1923 se ordena la construcción de los talleres de frenos y relaminación de fierro de la maestranza; este último taller recibió la construcción de una chimenea de concreto armado.
El 6 de octubre de 1973, poco menos de un mes después del golpe de Estado, once trabajadores de la Maestranza San Bernardo (Alfredo Acevedo Pereira, Roberto Ávila Márquez, Raúl Castro Caldera, Hernán Chamorro Monardes, Manuel González Vargas, Arturo Koyck Fredes, Adiel Monsalves Martínez, José Morales Álvarez, Pedro Oyarzún Zamorano, Joel Silva Oliva y Ramón Vivanco Díaz) fueron detenidos y fusilados en el Cerro Chena. En conmemoración a dicha matanza, en 2012 la Ley 20581 estableció el 6 de octubre como el Día Nacional del Trabajador Ferroviario.
En 1984 la maestranza fue hipotecada y en 1995 la mayor parte de sus terrenos fueron vendidos a proyectos inmobiliarios que construyeron 1800 casas y 800 departamentos en 40 hectáreas, manteniendo el pabellón central y otros recintos. El Taller Central o de armaduría, el taller de herrería, el taller de calderería, la tornamesa de máquinas del ferrocarril y la portería principal de acceso fueron declaradas Monumento Nacional en 2010.